# Lensahn
Lensahn er en administrationsby og kommune i det nordlige Tyskland, beliggende i Amt Lensahn under Kreis Østholsten. Kreis Østholsten ligger i den østlige del af delstaten Slesvig-Holsten.
Lensahn ligger omkring 9 km syd for Oldenburg in Holstein og 40 km nordøst for Lübeck. Motorvejen A1 går gennem kommunen.